# Avijatičarsko naselje
Avijatičarsko naselje (en serbe cyrillique : Авијатичарско насеље), également connu sous le nom de Avijacija (Авијација), est un quartier de la ville de Novi Sad, la capitale de la province autonome de Voïvodine, en Serbie.

## Localisation

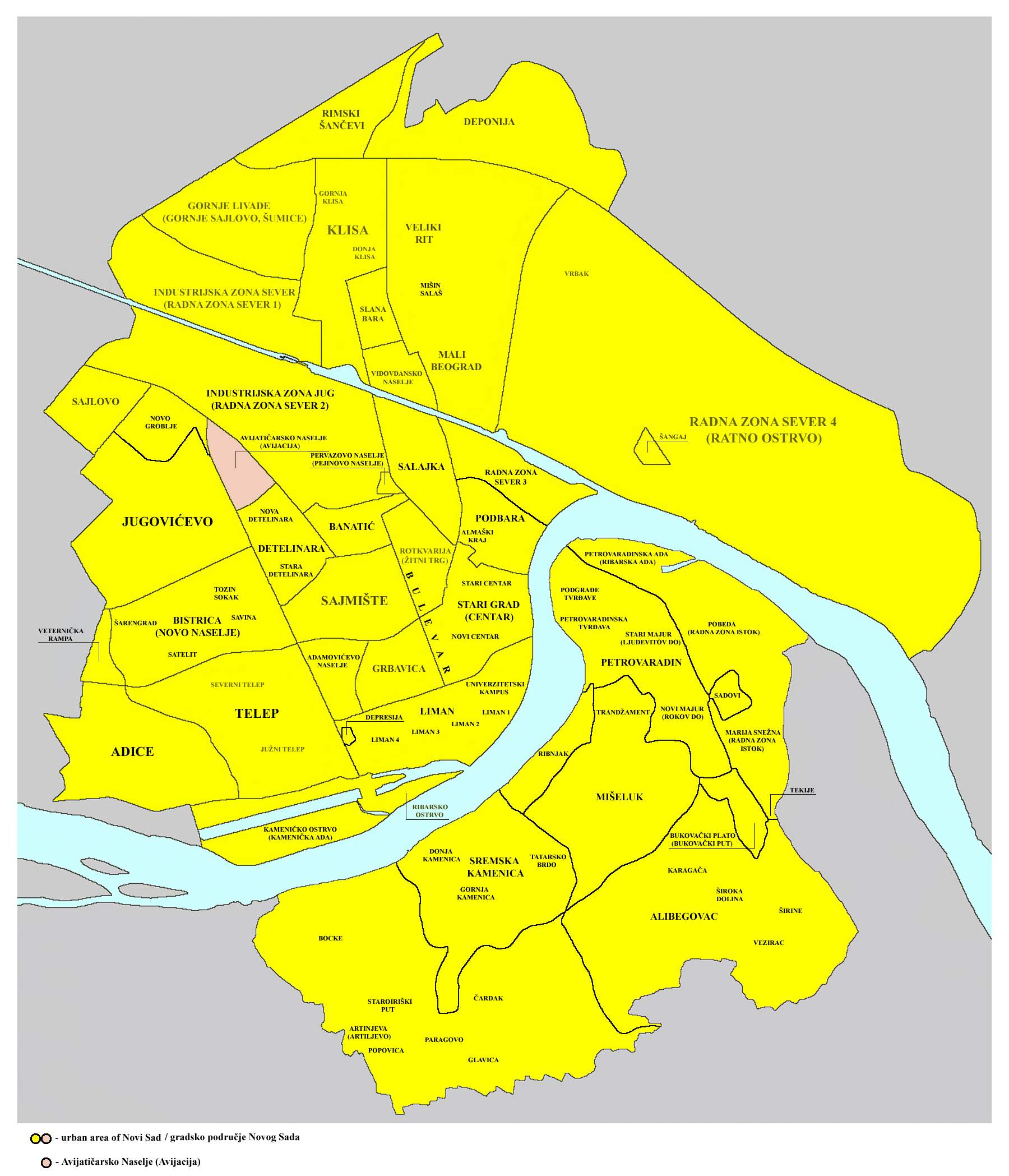
Plan de la zone urbaine de Novi Sad - Le quartier figure en rose

Le quartier se trouve dans un triangle formé par la rue Oblačića Rada au sud-est, par le Rumenački put (la « route de Rumenka ») au nord-est et par le Bulevar Evrope (le « boulevard de l'Europe ») à l'ouest ; ce boulevard est également connu sous le nom de Subotički bulevar, le « boulevard de Subotica ».
Il est ainsi entouré par les quartiers de Jugovićevo à l'ouest, Detelinara au sud-est et par la Zone d'activités Nord II au nord-est.

## Histoire
Lors du percement du Bulevar Evrope, plusieurs localités et des nécropoles ont été découvertes dans le quartier, datées de 5000 av. J.-C..
La construction du quartier a commencé en 1948 ; il doit son nom à l'Avijatičarski put (la « route de l'Aviation », qui menait à l'aéroport local.

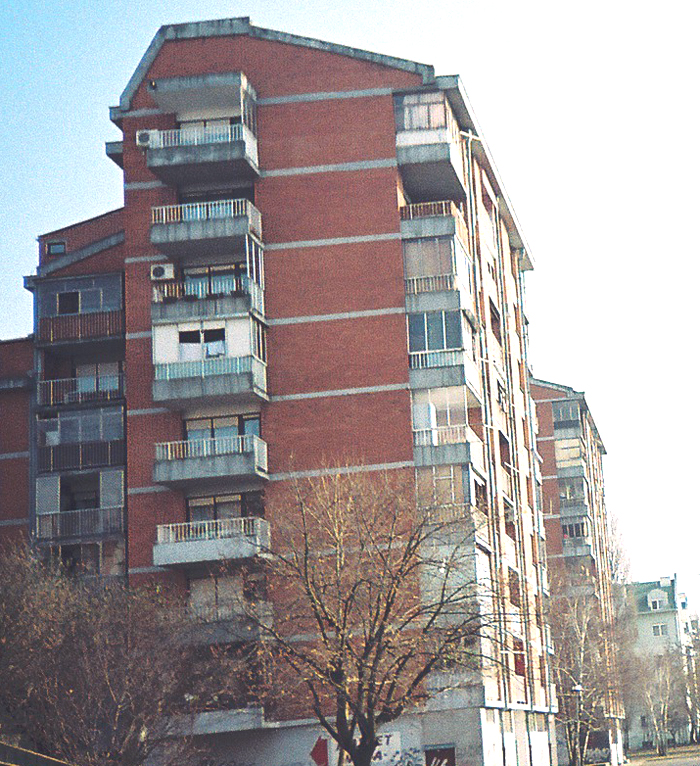
Immeubles résidentiels dans le quartier d'Avijatičarsko naselje

## Transport public
Le quartier est desservi par les lignes 3, 18, 14, 41, 42 et 43 de la société de transport municipal JGSP Novi Sad.